# Еруслановка (Акмолинская область)
Ерусла́новка (каз. Еруслановка) — село в Буландынском районе Акмолинской области Казахстана. Входит в состав Караузекского сельского округа. Код КАТО — 114055300.

## География
Село расположено в северной части района, среди лесных массивов, на расстоянии примерно 10 километров (по прямой) к юго-западу от административного центра района — города Макинск, в 6 километрах к юго-востоку от административного центра сельского округа — аула Караозек.
Абсолютная высота — 366 метров над уровнем моря.
Ближайшие населённые пункты: аул Байсуат — на западе, город Макинск — на северо-востоке.

## Население
В 1989 году население села составляло 190 человек (из них русские — 38%, немцы — 35%).

В 1999 году население села составляло 82 человека (44 мужчины и 38 женщин). По данным переписи 2009 года, в селе проживали 54 человека (31 мужчина и 23 женщины).
| Численность населения | Численность населения | Численность населения |
| 1989                  | 1999                  | 2009                  |
| --------------------- | --------------------- | --------------------- |
| 190                   | ↘82                   | ↘54                   |

## Улицы
- ул. Мира[5]